# Automobilia
Automobilia est un ancien magazine français consacré à l'histoire de l'automobile fondé en avril 1996 et publié par « Histoire et Collections ».

## Description
Automobilia se présente comme une revue de documentation et d'histoire, consacrée à l'automobile sur le sol français, sous différents aspects : les marques, les modèles, les constructeurs, les carrossiers, les hommes et les miniatures.
Outre une grande variété d'articles de fond, Automobilia propose, selon la parution, l'étude exhaustive d'un Salon de l'Auto.
Des historiens de l'automobile écrivent pour Automobilia tels René Bellu, François Jolly, Gilles Bonnafous, Gilles Colboc, Olivier de Serres, Patrick Lesueur, François Allain…
Chaque numéro (jusqu'au numéro 95) est illustré par un dessin de l'illustrateur automobile Thierry Dubois qui représente des prototypes ou des scènes imaginaires de la circulation du passé.
Le cent-deuxième et dernier numéro paraît en avril 2011.